# 亀井要
亀井 要（かめい かなめ、1919年（大正8年）2月17日 - 没年不詳）は、日本の実業家、株式会社三省堂元会長、社長。

## 人物・経歴
東京府（現東京都）出身。1919年、亀井寅雄（三省堂書店創業者・亀井忠一の四男）の長男として生まれる。
1942年、立教大学文学部卒業。大学卒業後、家業の株式会社三省堂に入社。（株式会社三省堂は、父・寅雄の提案により1915年に三省堂書店から出版事業部が分離独立して設立されている。）
1947年、三省堂常務、1951年同社専務と歴任し、1956年三省堂社長に就任。
その後一旦、社長を退くが、1961年三省堂取締役に再任され、1965年に会長に就任。1970年に再び三省堂社長となった。
株式会社三省堂は、1970年代後半に出版業務の不振から経営破綻し、その際に亀井家は経営から離れることとなったが、会社はその後の立て直しに成功した。三省堂書店については、現在でも、創業者一族の経営となっている。